# Jean-François Ferraton
Jean-François Ferraton (ur. 27 marca 1949 w Lyonie) – francuski rzeźbiarz, witrażysta, malarz.

## Życiorys
W latach 1978–1989 studiował na akademii Minotaure w Lyonie. Specjalizuje się w sztuce sakralnej. Jego pracownia mieści się w Rochetaillée-sur-Saône. W 1993 otrzymał nagrodę Rady Generalnej Rodanu za pracę „Lettre à René-Maria Burlet”. W ciągu 20 lat wyprodukował ponad 400 oryginalnych dzieł. Jego prace można oglądać m.in. w Muzeum Drukarstwa w Lyonie.